# Custodio Teodoro Moreno
Custodio Teodoro Moreno (a veces su nombre aparece escrito como Teodoro Custodio), (Estremera, provincia de Madrid, 1780-Madrid, 1854) fue un arquitecto español de los siglos XVIII y XIX, seguidor de la corriente del Neoclasicismo.

## Biografía
Desde el comienzo de su carrera estuvo muy vinculado a la Real Academia de Bellas Artes de San Fernando, institución en la que desempeñó diversos cargos docentes y de la que llegó a ser director.
En el ejercicio de su profesión de arquitecto, no destacó como autor de proyectos originales sino como continuador de la obra de otros. Así, intervino en la construcción del edificio del Museo del Prado, concebido por Juan de Villanueva, en el Oratorio del Caballero de Gracia, también de Villanueva, donde realizó la fachada principal variando los planes del maestro, o en el Teatro Real, una de sus obras más destacadas, continuando fielmente el plan de Antonio López Aguado.
Entre 1833 y 1844 estuvo a cargo de importantes obras en la Corte madrileña como Arquitecto mayor de las obras reales. Colaboró de esta manera en la reconstrucción de la plaza Mayor de Madrid, que había sido destruida por un incendio; en la restauración del puente de Segovia (datada en la década de 1830), y en otras obras de menor rango.
Su arte puede considerarse una continuación de los grandes maestros del Neoclasicismo español, como su maestro Villanueva o Ventura Rodríguez, y una muestra de la permanencia de este estilo bien entrado el siglo XIX.
Falleció en Madrid, en su casa de la calle de los Jardines, esquina con la calle de Peligros (actual Virgen de los Peligros, 9), el 21 de noviembre de 1854, siendo enterrado en el patio de San Isidro del cementerio del mismo nombre. Junto a él se encuentra enterrada su esposa, Luisa Vidart y Guitton, que falleció en agosto de 1859. No tuvieron hijos.